# Mandla Masango
Mandla Grateful Masango (ur. 18 lipca 1989 w Kwaggafontein) – południowoafrykański piłkarz grający na pozycji prawego pomocnika. Od 2015 jest zawodnikiem klubu Randers FC.

## Kariera klubowa
Swoją karierę piłkarską Masango rozpoczął w klubie Kaizer Chiefs. W 2009 roku stał się członkiem pierwszego zespołu. 8 sierpnia 2009 zadebiutował w nim w Premier Soccer League w zremisowanym 0:0 domowym meczu z Santosem Kapsztad. W sezonach 2012/2013 i 2014/2015 wywalczył dwa tytuły mistrza Południowej Afryki, a w sezonie 2013/2014 został wicemistrzem kraju. Zdobył też MTN 8 (2014) i Nedbank Cup (2013).
Latem 2015 roku Masango przeszedł do duńskiego Randers FC. Swój debiut w nim zaliczył 16 września 2015 w przegranym 0:3 wyjazdowym meczu z FC København.
| Sezon   | Klub          | Kraj              | Rozgrywki   | Mecze | Gole |
| ------- | ------------- | ----------------- | ----------- | ----- | ---- |
| 2009/10 | Kaizer Chiefs | Południowa Afryka | PSL         | 10    | 1    |
| 2010/11 | Kaizer Chiefs | Południowa Afryka | PSL         | 20    | 0    |
| 2011/12 | Kaizer Chiefs | Południowa Afryka | PSL         | 18    | 2    |
| 2012/13 | Kaizer Chiefs | Południowa Afryka | PSL         | 9     | 0    |
| 2013/14 | Kaizer Chiefs | Południowa Afryka | PSL         | 4     | 0    |
| 2014/15 | Kaizer Chiefs | Południowa Afryka | PSL         | 28    | 7    |
| 2015/16 | Randers FC    | Dania             | Superligaen |       |      |

## Kariera reprezentacyjna
W 2009 roku Masango wystąpił z kadrą U-20 na Mistrzostwach Świata U-20. W reprezentacji Południowej Afryki zadebiutował 17 lipca 2013 w przegranym po serii rzutów karnych meczu COSAFA Cup 2013 z Zambią (po 120 minutach był wynik 0:0). Na tym turnieju zajął 3. miejsce. W 2015 roku został powołany do kadry na Puchar Narodów Afryki 2015. Rozegrał na nim dwa mecze: z Algierią (1:3) i z Ghaną (1:2).